# Усьце-Горлицке

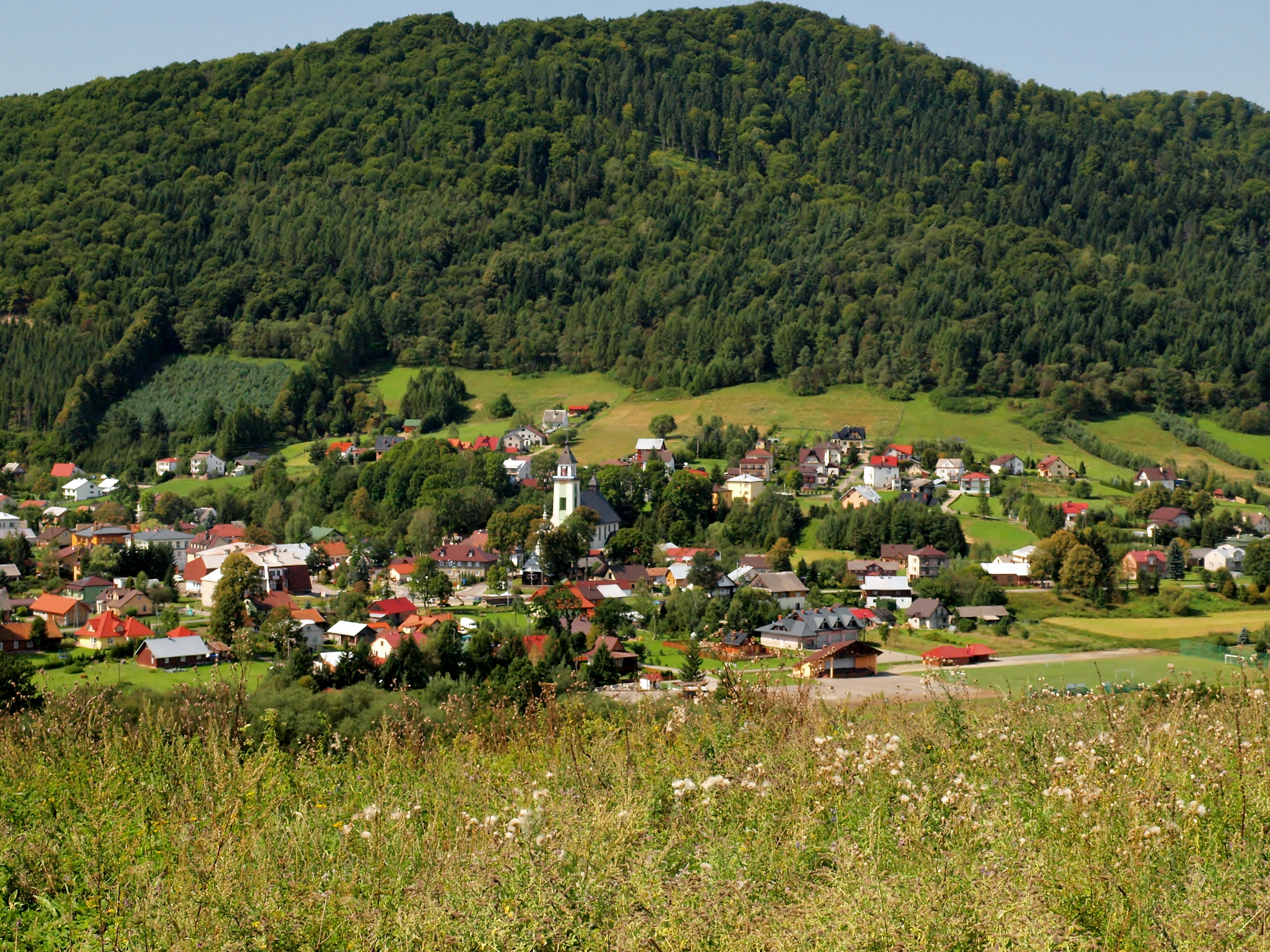
Вид села

У́сьце-Горли́цке (пол. Uście Gorlickie, русин. Усте, до 1949 года Усьце-Руске, пол. Uście Ruskie) — село в Польше, находится на территории гмины Усьце-Горлицке Горлицкого повята Малопольского воеводства. Административный центр гмины Усьце-Горлицке.

## География
Село располагается возле польско-словацкой границы в 12 км до Горлице и в 106 км до Кракова.

## История
Село было основано в начале XV века польским рыцарским родом Гладыш. Владельцем этого села был Станислав Гладыш из Ковалёва герба Гриф.
В селе до 1947 года проживали лемки, которые были переселены во время операции «Висла» на западные территории Польши.
До 1949 года село называлось Усьце-Руске.

## Население
Численность населения Усьце-Горлицке на 2009 год составляет 1179 человек. Село многоконфессиональное: кроме грекокатоликов, православных и римо-католиков в селе проживают пятидесятники, баптисты и свидетели Иеговы с собственным Залом царства.

## Достопримечательности
- Церковь святой Параскевы — грекокатолическая церковь, датируемая 1786 годом. Входит в туристический маршрут «Путь деревянной архитектуры»;
- Деревянная часовня, датируемая концом XVIII века;
- Воинское кладбище времён Первой мировой войны. Исторический памятник Малопольского воеводства;
- Памятник лемкам, погибшим во время Второй мировой войны;